# مثاتا
مثاتا، وتعرف أيضًا باسم أومتاتا وامتاتا (بالإنجليزية: Mthatha)، هي مدينة إفريقية تقع في مقاطعة كيب الشرقية في جنوب أفريقيا.

## الوصف
تأسست المدينة في عام 1883 على ضفاف نهر مثاتا.
بها مطار كان يُعرف سابقًا باسم مطار كيه دي ماتانزيما نسبة إلى الزعيم السابق كايزر ماتانزيما، استخدم المطار موقعًا عسكريًا للقوات الاستعمارية في عام 1882،

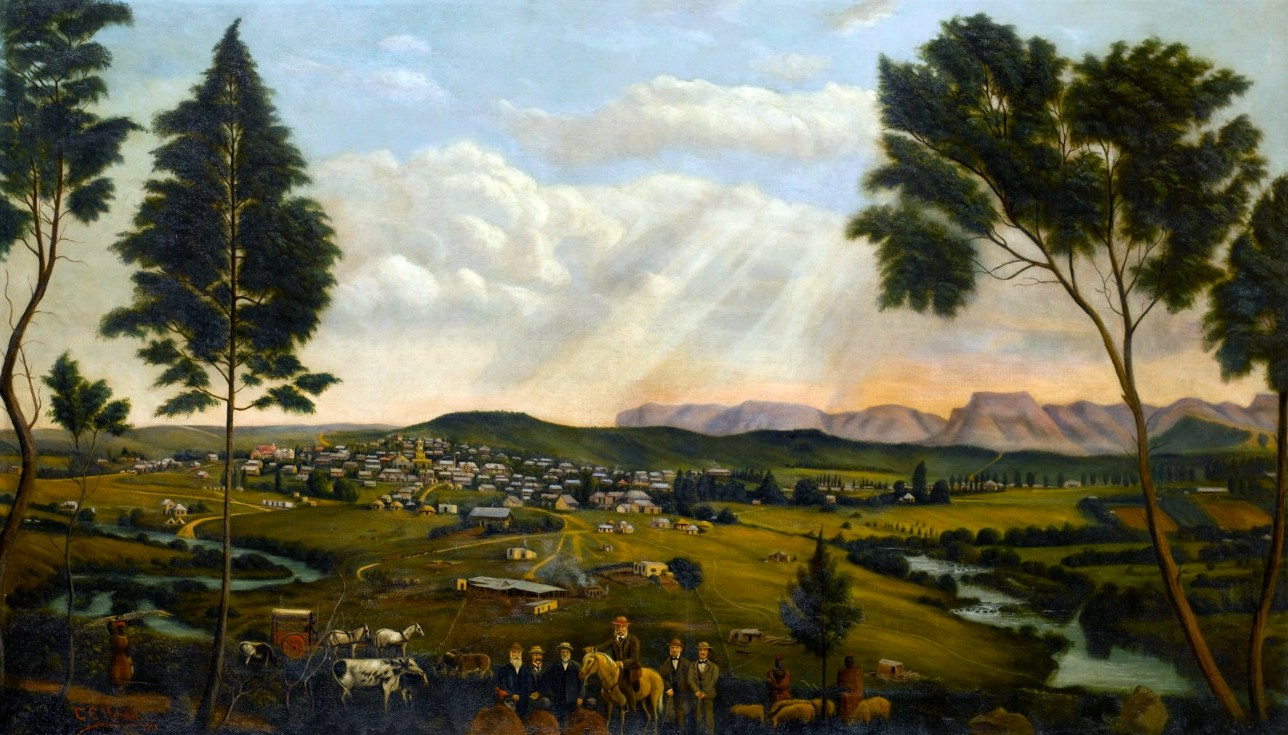
صورة بانورامية للمدينة عام 1913 مع نهر مثاتا في المقدمة وجبال دراكنزبرج

تم بناء سد على نهر مثاتا وبالقرب من المدينة.
تضم المدينة أحد متاحف نيلسون مانديلا، ويعرض فيه مقتنيات وجوانب رئيسية من مسيرة وحياة نيلسون مانديلا.

## المرافق
أصبحت مثاتا المركز الإداري الرائد في المنطقة، بها المقر الرئيسي للمجلس العام لأقاليم ترانسكاي المعروف باسم (بونجا)، شيد فيها مقر البرلمان في عام 1903، ودار البلدية في عام 1908 وفرع لجامعة فورت هير، وبعد استقلال ترانسكاي في عام 1977 أصبحت الجامعة تعرف باسم جامعة ترانسكاي في عام 2005.

## السكان

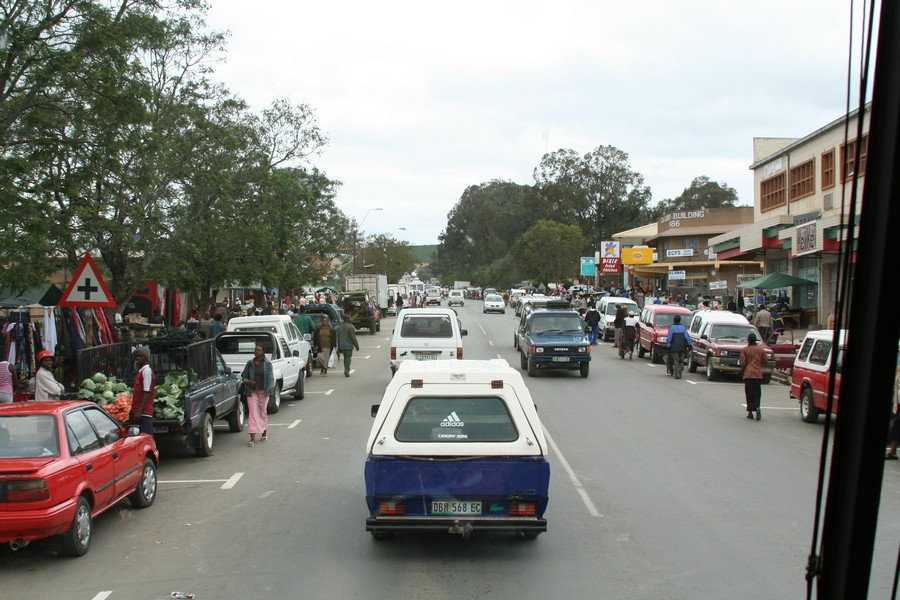
من صور الحياة في مدينة مثاتا في جنوب إفريقيا

وفق إحصاء عام 2011 بلغ عدد سكان مثاتا حوالي 96,114 نسمة.

## اقتصاد
تقع مثاتا ضمن منطقة أور تامبو وهي أفقر منطقة في مقاطعة كيب الشرقية، ولديها أدنى مؤشر تنمية بشرية وبطالة مرتفعة، والمناخ جاف وحار صيفاً.

## شخصيات بارزة من مثاتا
- نيلسون مانديلا، هو سياسي مناهض لنظام الفصل العنصري في جنوب إفريقيا، شغل منصب رئيس جنوب إفريقيا 1994-1999. وكان أول رئيس من ذوي البشرة السمراء لجنوب إفريقيا، توفي عام 2013.[9]
- كايزر ماتانزيما، هو شخصية سياسية بارزة في جنوب إفريقيا، برز كقائد رئيسي ضمن نظام البانتوستان، في عهد الحكومة العنصرية لفصل السود من جنوب إفريقيا، وشغل منصب رئيس الوزراء من 1963 إلى 1976.[10]